# Cultura de la Ciudad de Córdoba (Argentina)

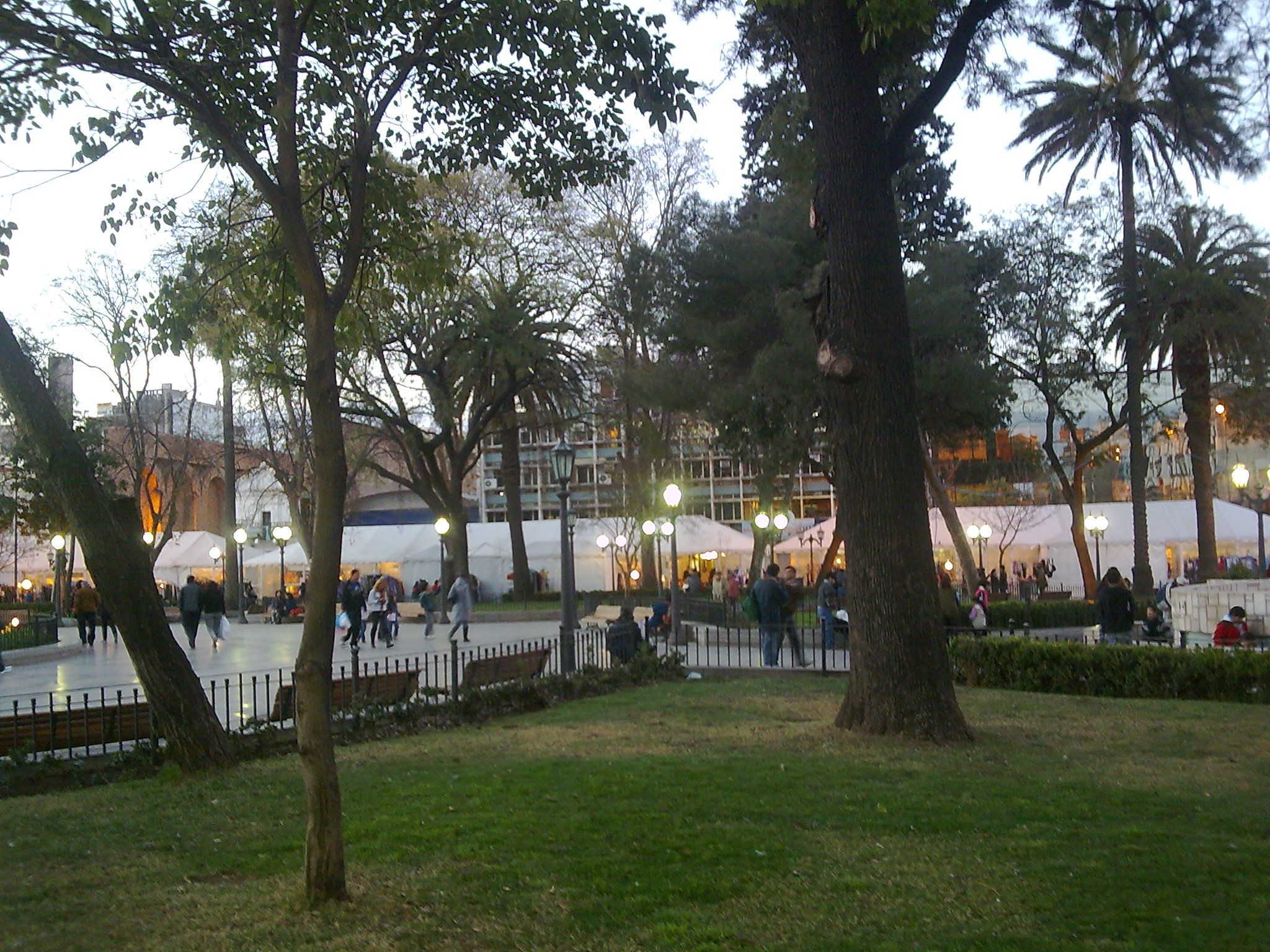
Feria del Libro Córdoba, una de las más importantes del país. Se realiza anualmente.

La cultura de la Ciudad de Córdoba destaca por influencias variadas. Combina el patrimonio autóctono con el aporte de la inmigración proveniente de regiones diversas del mundo.
Córdoba es un polo cultural de Argentina, en el año 2000 la manzana jesuítica fue declarada patrimonio de la humanidad por la UNESCO, y durante 2006 la ciudad fue Capital Americana de la Cultura. El centro de la ciudad tiene gran densidad de iglesias, siendo esto una característica típica de la ciudad. 
Córdoba es sede del evento cultural más importante del interior del país, la Feria del Libro Córdoba, que atrae cada año a cientos de miles de visitantes y turistas.
El género de música popular oriundo de la ciudad de Córdoba es el cuarteto, una variante de "música bailantera" y "tropical" instaurada masivamente desde el año 1943. Algunos de los más conocidos exponentes de este género son La Mona Jiménez y El Potro Rodrigo. La ciudad cuenta con varios espacios culturales importantes, entre ellos, el Teatro San Martín, uno de los más importantes del país.
En lo que se refiere a la alimentación, como en el resto del país, se destacan las pastas, las carnes y el vino. Entre las bebidas por excelencia de la ciudad, se destaca el Fernet con coca.

## Arquitectura y patrimonio histórico

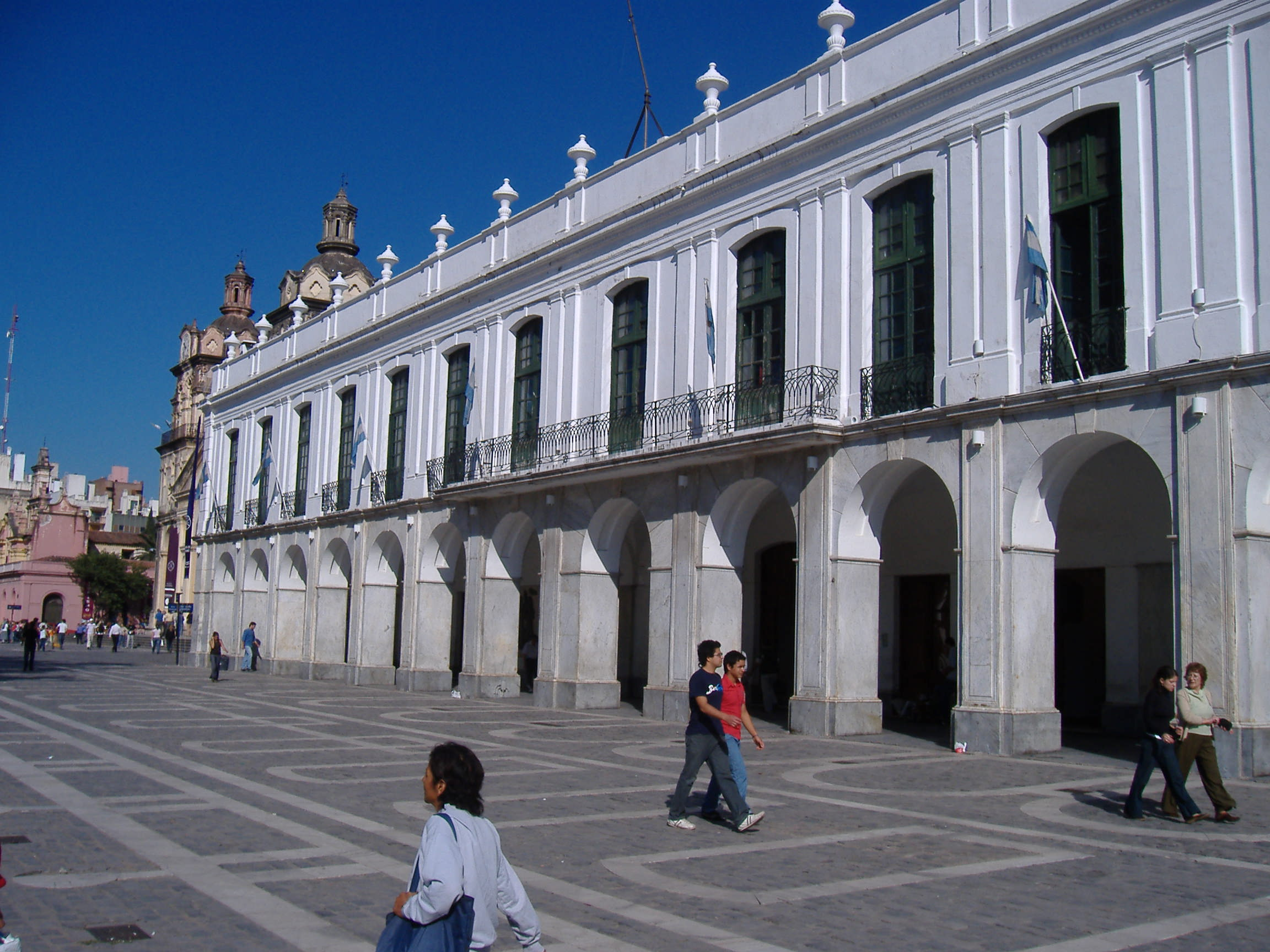
Cabildo de Córdoba.

En Córdoba se preservan numerosos monumentos históricos de la época de la colonia española, en especial templos de la Iglesia católica.
Entre los monumentos más reconocidos está la Manzana Jesuítica, declarada Patrimonio de la Humanidad por la Unesco en 2000. Este monumento consiste en una manzana de edificios construidos por los jesuitas durante el siglo XVII: el Colegio Nacional de Monserrat, la iglesia de la Compañía de Jesús, y la antigua Universidad (actualmente, museo histórico de la Universidad Nacional de Córdoba).

## Gastronomía
La gastronomía de Córdoba, al igual que la de Argentina, se caracteriza y diferencia de las gastronomías del resto de América por dos grandes aportes europeos: el italiano y el español, completados por los aportes de etnias aborígenes. Pero, la ciudad, en especial fue influenciada por estos dos primeros.

### Región Central y Pampeana

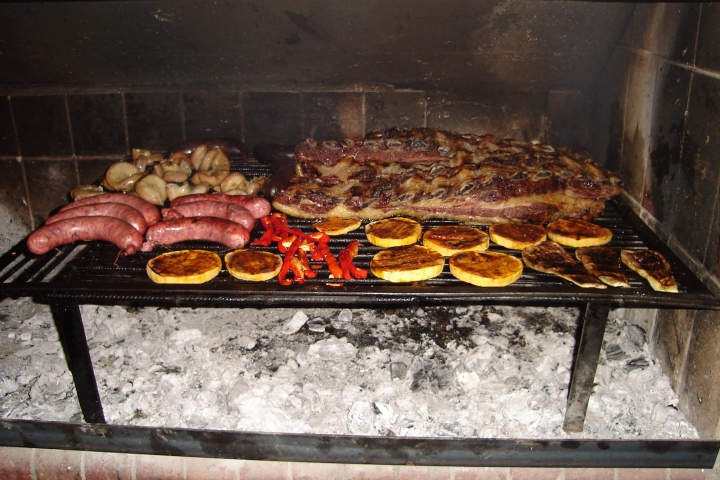
Un Asado.

Comprende a las provincias de Buenos Aires, gran parte de Córdoba, incluida la ciudad, sur de Santa Fe, La Pampa, parcialmente a Entre Ríos y a la ciudad de Buenos Aires.
Es la región que ha recibido el mayor influjo europeo directo, principalmente el italiano y español, y en menor grado el alemán, aunque es asimismo, por sus importantes producciones pecuarias —en especial de ganado vacuno— el epicentro de dos platos típicamente argentinos: el asado y el dulce de leche. Por lo mismo comparte muchas de sus preparaciones con la gastronomía del Uruguay.

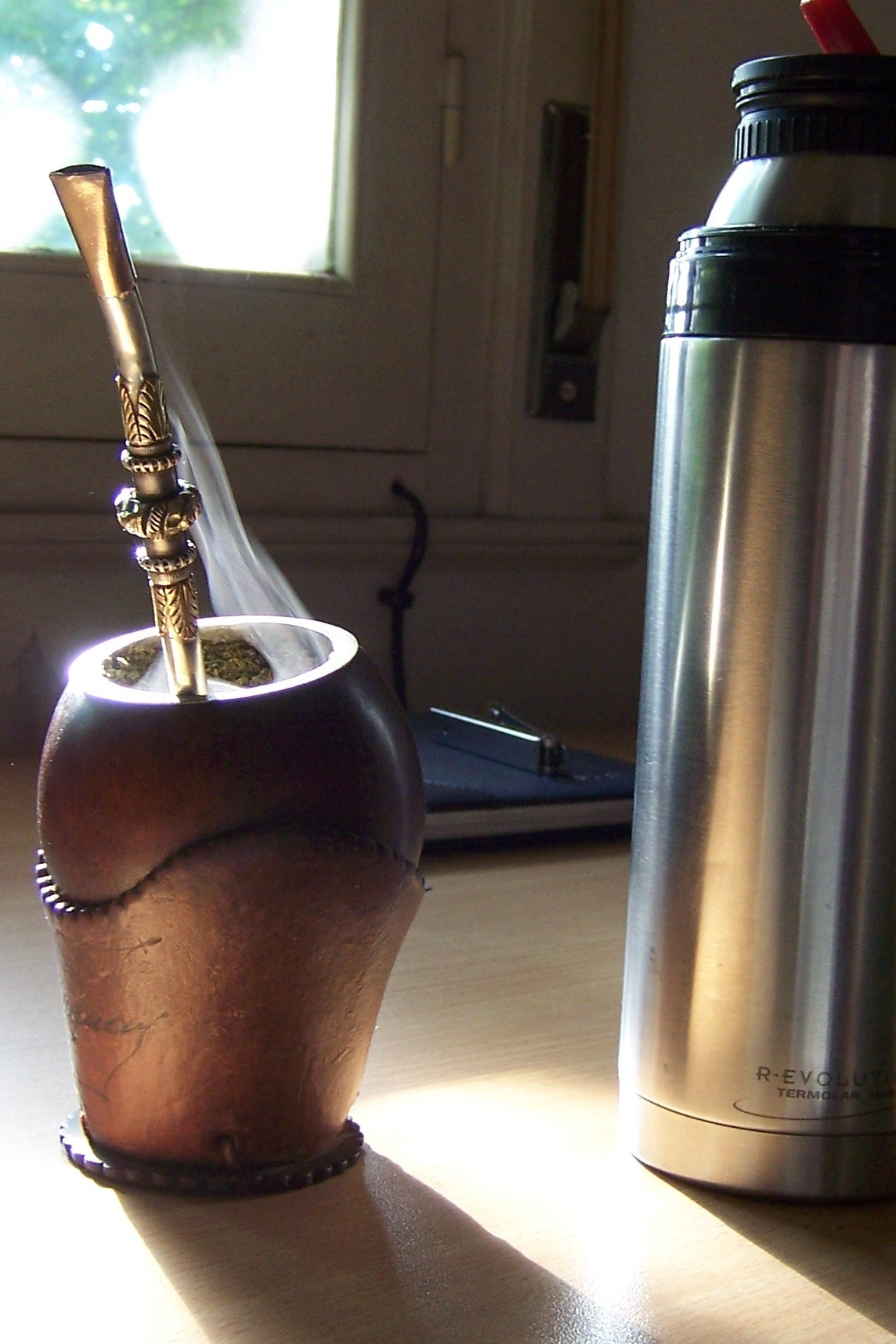
El mate.

Es así que aquí se imbrican las comidas basadas en carnes rojas, aviares y lácteos con las pastas. Teniendo la población una dieta híper proteínica.
A lo mencionado se añaden las milanesas y los escalopes, incluida entre las milanesas una que es invención argentina pese a su nombre, la milanesa a la napolitana.
Compitiendo con los asados, filetes (llamados bifes) y churrascos se encuentran más platos de origen italiano aunque muy adaptados al país y, de hecho, "transformados ya en platos nacionales de los argentinos cualquiera sea su linaje": las pizzas argentinas, comúnmente pronunciadas pisas, difieren bastante de las italianas, en muchos casos son más próximas a algunas variedades italianas de "calzoni"; pizzas típicamente o exclusivamente argentinas son la "pizza canchera" o "pizza de cancha", la "pizza rellena", "la pizza por metro", la "pizza a la parrilla", etc. Por lo común las pizzas argentinas van cubiertas con salsa de tomate y un queso tipo mozzarella (llamada en Argentina frecuentemente musarela), a esta variante "económica" se le suman las cubiertas con salsa de tomate, queso, anchoas, jamón cocido, aceitunas y pimientos morrones, en ocasiones se le añade huevo; preparaciones menos comunes son las que sustituyen el jamón por el salame ("pizza calabresa"), o las que poseen rodajas de ananá, palmitos, diversos hongos, y mariscos. La pizza argentina deriva de la cocina napolitana mientras que la fugazza argentina deriva de la focaccia zeneize (genovesa), pero es bastante diferente la preparación argentina de la italiana, más aún, la "fugaza con queso" es invento argentino.
Otro plato muy popular en Argentina es la fainá, una especie de fugaza realizada con harina de garbanzos. Durante el siglo XX ha sido común que la gente pidiera en las pizzerías porteñas, rosarinas o cordobesas un "combo" de moscato, pizza y fainá, es decir un vaso grande del dulzón vino moscato acompañado por dos porciones triangulares sobrepuestas la inferior de fainá y la superior de pizza.

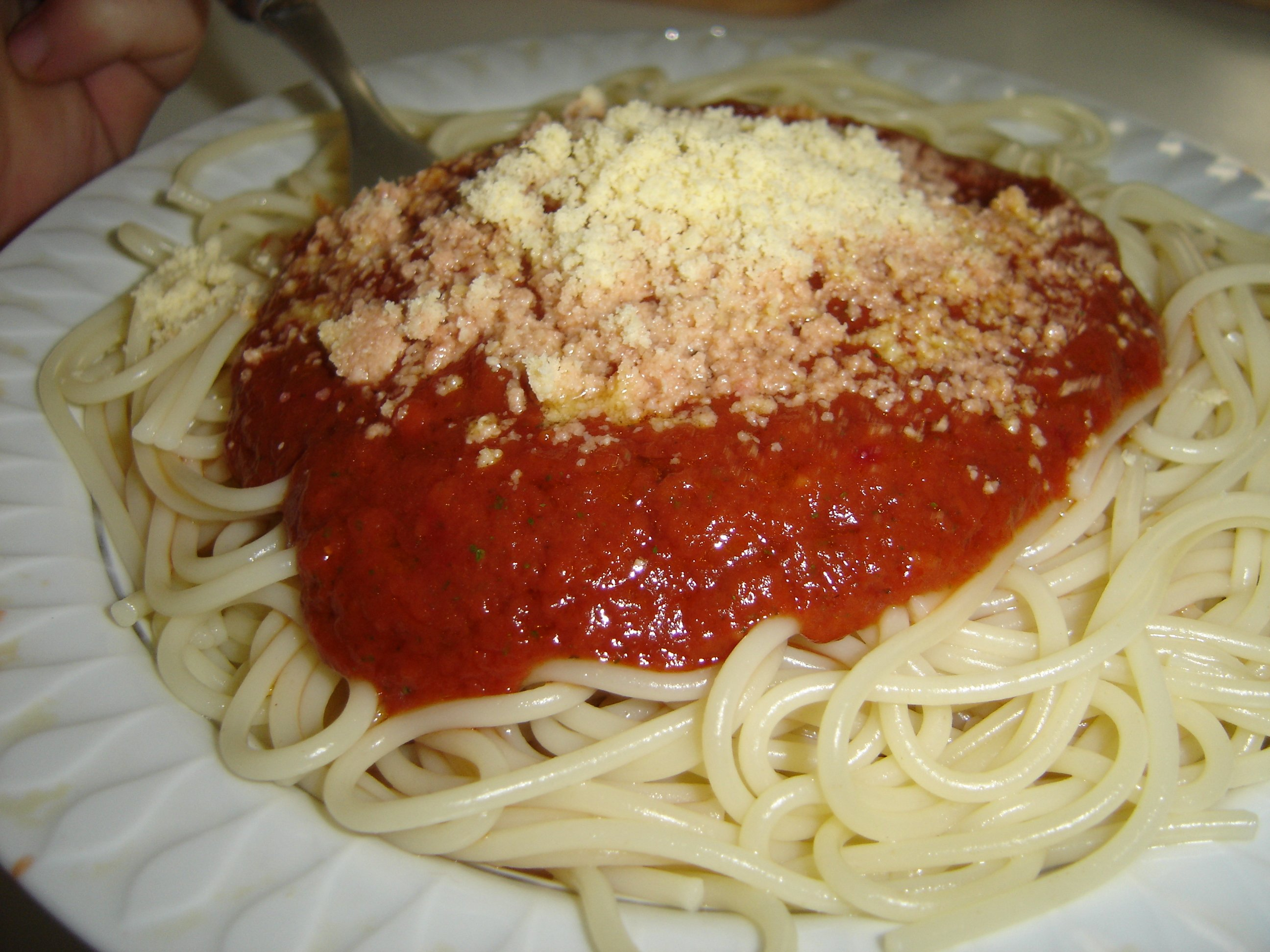
Fideos con salsa.

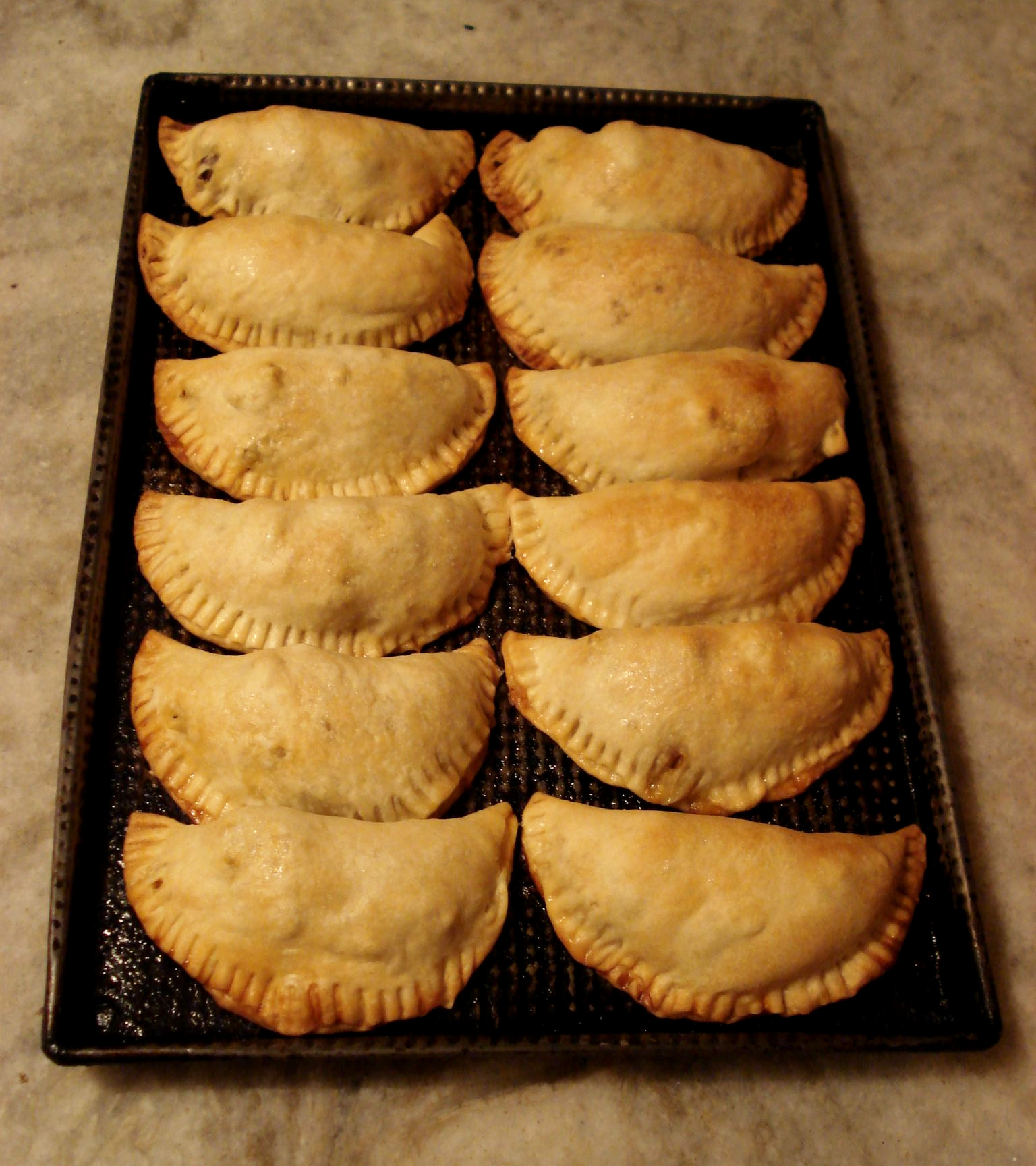
Empanadas caseras al horno.

Sin embargo, las pastas superan a las pizzas en cuanto al nivel de consumo que tienen. Entre las pastas se cuentan principalmente los tallarines, ravioles, ñoquis, canelones, fetuccini y lasañas. Casi siempre estas pastas son consumidas al modo argentino, llamado con la frase de origen italiano all-uso-nostro.
Por ejemplo, es común que las pastas se consuman junto con pan blanco (como el llamado "francés"), lo cual es casi una aberración para los italianos. El consumo de las pastas con pan que se realiza en Argentina se explica por muchos motivos, daremos dos: durante mucho tiempo el pan fue baratísimo en Argentina, y las pastas argentinas suelen estar muy embebidas de tuco (palabra derivada de la italiana "suco", es decir, jugo), el tuco es una salsa de tomates muy adobada y acompañada por estofado, esta salsa se tocha, es decir, se embebe el pan con ella, también, aunque menos frecuente, es el consumo de las pastas con pesto e incluso con salsa blanca y la llamada en Argentina salsa rosada, existen por cierto otras variedades de salsa (pomarola, putanesca, filetto) con las cuales las pastas son servidas, algunas de las salsas son demasiado elaboradas y por esto no son de consumo frecuente, como es el caso de la salsa de salmón. Por su parte los fideos llamados sorrentinos también tienen un nombre engañoso, son una invención argentina, con más precisión su cuna es la ciudad de Mar del Plata.
También de origen italiano, en este caso del norte de Italia, es otra comida muy común en toda Argentina: la polenta.
Los influjos hispanos no van muy a la zaga: postres como los churros y ensaimadas o los alfajores, o platos como las tortillas (en especial la tortilla de papas), las albóndigas, el mondongo, las torrejas, croquetas y gran parte de los guisos así como los pucheros, son derivados de España.
Las empanadas, aunque típicamente del cono sur, también tienen antigua prosapia española, más exactamente andaluza, y en Andalucía derivaron de las lahmayim y fatay del Cercano Oriente, aunque pueden encontrarse —sin que sean excluyentes— otros orígenes para las empanadas americanas: la empanada gallega y ciertos calzones rellenos.
El postre dulce de leche también tiene orígenes arábigos habiendo llegado al territorio argentino desde España hacia el siglo XVII.

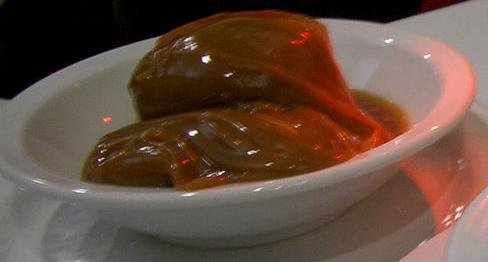
El Dulce de leche.

El influjo teutónico ha sido mucho menor que los mediterráneos, sin embargo es muy llamativo en la repostería y confitería. Casi todas las llamadas facturas tienen un origen teutónico: las medialunas (así se escribe y dice aunque los "puristas" consideren que existe un anacoluto, en cualquier no se dice "medias lunas" en Argentina), esto es la factura originada tras el sitio que sufriera Viena por parte de los turcos otomanos en el siglo XVI y más conocida en gran parte del planeta con el nombre francés de croissant, o conocida en Italia como cornetto.
Las "medialunas" son las facturas más populares de Argentina, existiendo dos distinciones principales: las de grasa y las de manteca. Otras facturas de origen teutón son las berlinesas (conocidas en Argentina por los nombres de "Bola (o borla) de fraile" y "suspiros de monja"), los arrollados pionono, etc. Es de notar que estos nombres chuscos dados a elementos de repostería en gran parte teutónica tienen su origen hacia fines de siglo XIX y principios de siglo XX cuando los gremios de panaderos eran fuertemente anticlericales y anarquistas (aparecen los "vigilantes", etc.), las denominaciones alemanas originales fueron preteridas al ser el idioma alemán bastante difícil para la mayoría de los argentinos. Pese al origen teutón, de gran parte de estas facturas, ellas fueron argentinizadas muchísimas veces con un elemento característico: el relleno de dulce de leche, por su parte las ensaimadas proceden de la inmigración mallorquina. Otros postres de pastelería muy comunes son la pasta frola, los bizcochuelos, el llamado budín inglés, la torta llamada selva negra y, en menor medida el Strudel (o estrudel) de manzana.

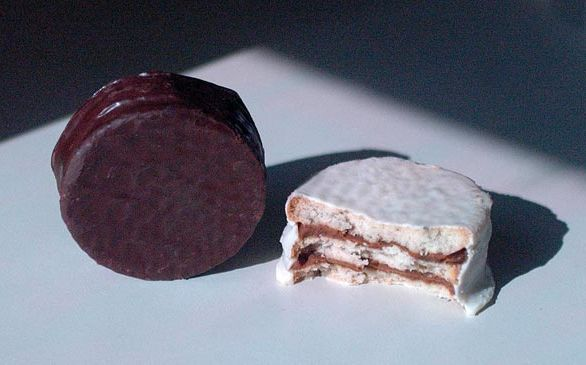
Alfajores.

Entre los postres que no corresponden a la pastelería que son de gran consumo están los flanes (se suelen servir con un baño de caramelo -azúcar fundida de caña -, algo de crema y dulce de leche), las ensaladas de frutas (que se comen preferentemente en verano), las macedonias y los budines. Muchos de estos postres así como las tortas son adornados con crema chantilly.
Si bien se observa, gran parte de los platos de la región central y pampeana de Argentina corresponden a preparaciones culinarias de ámbito urbano o rural urbano (muchos de estos platos requieren al menos de un horno muy distinto del horno de campo), esto no es nada extraño si se considera que más del 80% de la población argentina es urbana y se encuentra concentrada en las principales ciudades de la región central.
Es así que bastante poco queda de la comida "gaucha" en esta región, a excepción de los asados, el dulce de leche, el locro, el mate, las tortas fritas y el arroz con leche.

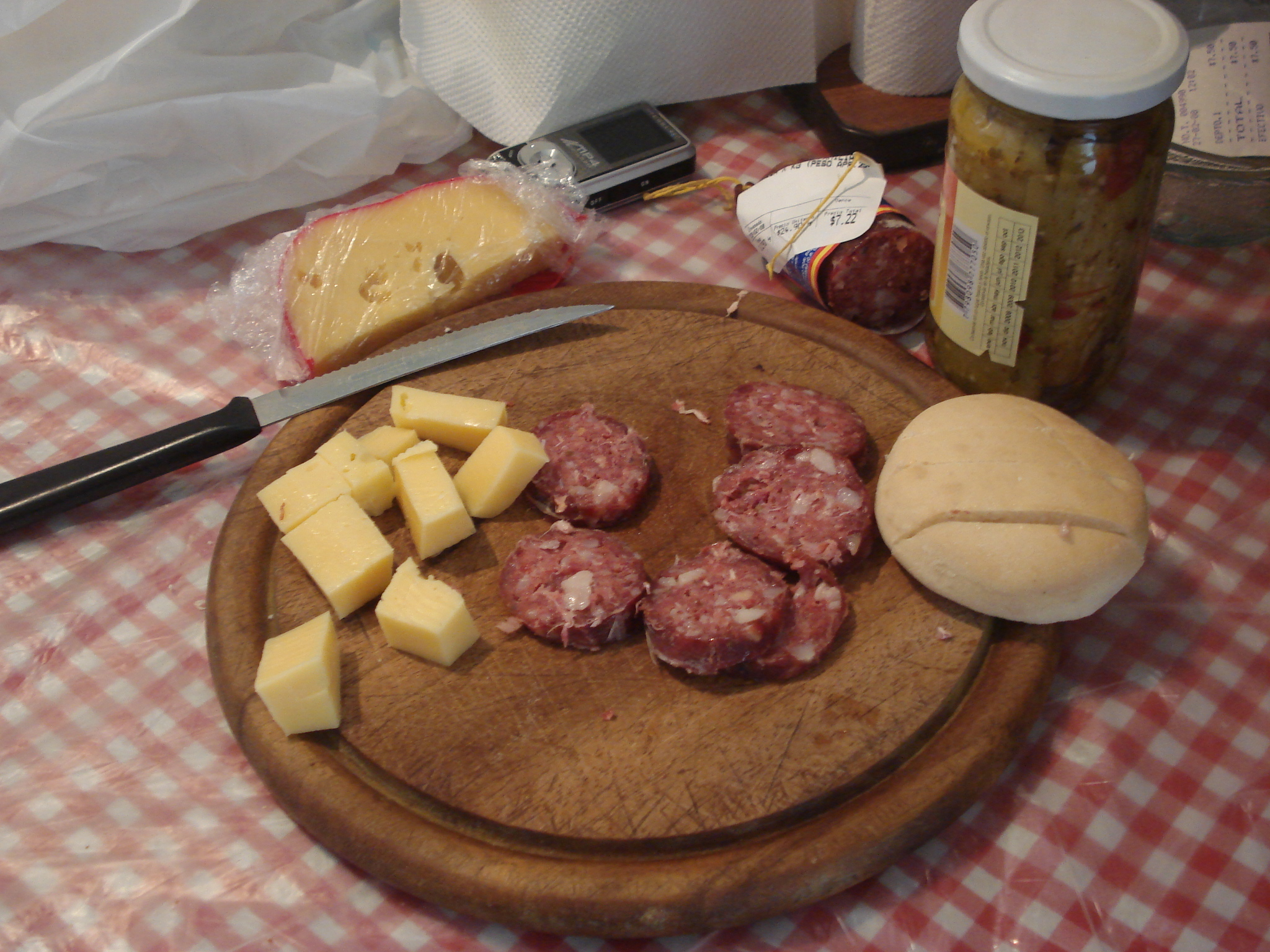
Una clásica picada criolla, con salame, queso y pan.

Las picadas, las cuales son consumidas en los hogares o en los bares, "cafés", "cafetines" y "bodegones", son un conjunto de platillos en los que se encuentran distribuidos dados de queso (tipo queso Mar del Plata o Chubut), dados de salame, aceitunas en salmuera, cuadraditos de pizza, cuadraditos de milanesa, papas fritas, maníes, berenjena en escabeche, etc.
Toda picada se consume acompañada por alguna bebida alcohólica (un "fernet", un "vermut", una cerveza, un vino con soda, para dar algunos de los ejemplos más comunes), casi una variedad de picada algo en desuso a fines de siglo XX es el copetín, caracterizado por ser consumido entre el almuerzo del mediodía y fines de la tarde.
Los argentinos son muy aficionados a los helados, en especial a los de tipo italiano.
Entre las infusiones típicas están en primer lugar el Mate y luego el Café. También son infusiones populares el Té, el Mate cocido, Café con leche y Té con leche.
Respecto a las bebidas, entre las alcohólicas, en la ciudad se destaca el consumo de Fernet y luego como en el resto del país el Vino argentino (incluido el espumoso) y la Cerveza.

## Habla
El habla de los habitantes de la ciudad, y de una gran extensión aledaña a la misma, posee un acento (tonada en Argentina) característico y popularmente conocido a nivel nacional: La tonada cordobesa, es motivo de constantes referencias humorísticas, autorreferenciales o no, en los relatos populares de Argentina.
Este acento tiene diferencias tan grandes respecto de las provincias que rodean a Córdoba, que merece un capítulo aparte en los estudios culturales sobre esta ciudad. No parece relacionarse con ningún otro acento de otro pueblo de la región, y esto es motivo de interrogante acerca del origen de sus características, aparentemente únicas. Se supone que proviene de un sustrato lingüístico de los comechingones, que en su última época poblaron ese territorio.
Las diferencias en el habla cordobesa no tienen que ver con el espacio ni con el tiempo. Se generan casi exclusivamente por las variantes diastráticas, es decir, aquellas que surgen del estrato social al que pertenecen los hablantes. Ninguna norma lingüística es mejor que otra. Refleja las culturas que coexisten en la ciudad y que se mezclan a diario.
Entre los localismos más habituales están:
En lo referente a las contracciones, hay frases muy comunes como: "te gua" (te voy a),  "si vuá" (si voy a), "antá" (adonde está), "pal" (para él). "Pa" puede indicar para y "ta" está. Se elimina la "ll" cuando está entre vocales: Zapatilla se pronuncia "zapatía", Talleres "Taiere", cuchillo "cuchío". Muchas veces, también se elimina la "d": "Chupao" (chupado, ebrio), un muerto es un "finao" (finado). También "para'a" (parada), "senta'a" (sentada), "guarda'a" (guardada). Las palabras que finalizan con d, la eliminan sin excepción: "usté", "voluntá", "mitá".
Se eliminan la "c", la "p" y la "b" si se encuentran antes de la "t": "Dotor", "coletivo" (también se suele pronunciar "coletío"), "sétimo", "otimista", "ojetivo" (también se suele pronunciar "ojetío"). Uno de los clásicos cordobeses es cambiar la "ll" y la "y" por "i": "io" (yo), "iegua" (yegua), "iuvia" (lluvia), "iave" (llave). Se suelen colocar diptongos en palabras que los llevan. En algunos casos se reemplaza la o por la u: "Hérue" y "tualla" son algunos de los más conocidos. Otros muy conocidos son: "conviersan" (conversan), "quieramos" (queramos), "escuende" (esconde), "duebla" (dobla), "golpiar" (golpear), "patiar" (patear).
Contrariamente otras veces se elimina el diptongo en palabras que deben llevarlo: Criollo se dice "crióio", cambia es "cambea" y copia es "copea". Es muy común la eliminación de la "r" en los verbos en infinitivo: "andá a jugá'" (andá a jugar), "no sabé caminá'" (no sabés caminar), compuesto porque además se eliminó la "s".
En cuanto a la tonada, que se extiende a los departamentos centrales y penetra apenas por Santiago del Estero, cabe destacar que el rasgo distintivo es la prolongación en el sonido de la vocal de la sílaba anterior a la tónica, también en las vocales de la sílaba tónica en palabras esdrújulas de tres sílabas.

## Capital Americana de la Cultura
Córdoba fue designada Capital Americana de la Cultura del  2006. El nombramiento generó una amplia expectativa en el resto del continente y definió una serie de estrategias y planes para la innovación en la vida cultural de la ciudad. Para obtener la designación, se efectuó un arduo y silencioso trabajo desde la Secretaría de Cultura y Educación, el cual fue redituado con una extensa difusión en todo el continente y Europa.

## Córdoba en la cultura popular
Diversos artistas, principalmente músicos, han dedicado parte de su obra a la ciudad. Entre ellos se puede citar a Los del Suquía con Córdoba de antaño y Viva Córdoba, Posdata y su Córdoba va y Rodrigo Bueno con Soy cordobés, popularizó en todo el país la cultura de la ciudad.

## Iglesias
La siguiente lista de Iglesias que se encuentran en la ciudad no es taxativa sino únicamente enumerativa ya que también existen iglesias de varias religiones, Sinagogas y Mezquitas.

### Catedral

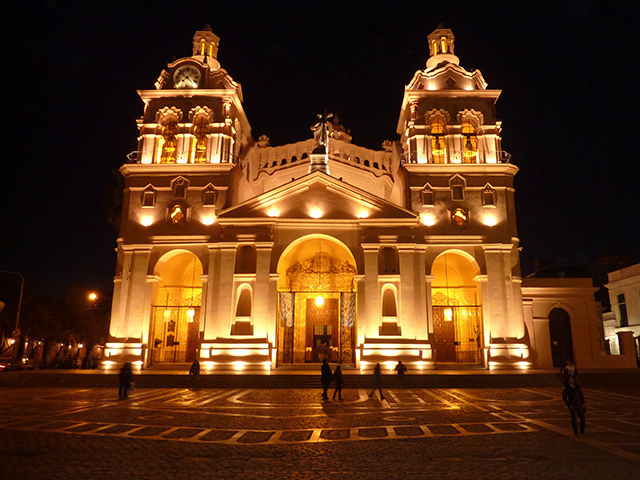
La Catedral de Córdoba (Iglesia mayor) tuvo su origen con la fundación misma de la ciudad, en 1573.

La Iglesia Matriz o Catedral de Córdoba está ubicada frente a la Plaza San Martín sobre la peatonal de la calle Independencia. Nace como templo mayor desde la misma fundación de la ciudad, en 1573. La cronología de su construcción es sinuosa: En el año 1580 se inicia la obra, los vecinos aportaron indios, peones y herramientas. En el siglo XVII tuvo dos grandes derrumbes, que dejaron la obra en escombros. Luego a partir del siglo XVIII comienza nuevamente la construcción a cargo los jesuitas Bianchi Y Prímoli, que diseñaron la bóveda y el pórtico de estilo neoclásico. La cúpula, de estilo romántico, fue realizada por un joven sevillano. Finalmente las torres fueron terminadas mezclando la pesadez del barroco con la impronta del aborigen, por ello las torres tienen detalles indo-americanos. El interior de la iglesia fue decorado recién en el siglo XX por Emilio Caraffa, fundador de la primera escuela de Bellas Artes del país. Se destacan las pinturas de la bóveda principal y las de los brazos del crucero. En su atrio descansan los restos del Deán Gregorio Funes, primer rector de la Universidad Nacional de Córdoba y los restos del General José María Paz.

### Iglesia del Monasterio Santa Teresa
Luego de que por intervención divina pedida a Santa Teresa se salvara de una grave enfermedad una de las hijas de Juan Tejeda (padre del primer poeta del Río de la Plata: Luis de Tejeda), este decide convertir su casa en Convento en 1628, y construir esta iglesia. Ubicada en la calle Independencia 122, hoy esta casa se ha conformado uno de los museos de Arte Religioso más importantes del interior de país, atesorando las piezas más valiosas de la Iglesia Catedral de Córdoba.

### Iglesia Santa Catalina
Sus comienzos la remontan al año 1613, ubicada en otro sector de la ciudad. En 1641 es trasladada a la calle Obispo Trejo 34, su actual emplazamiento. Esta Iglesia forma junto con el Monasterio homónimo, un solo conjunto de características arquitectónicas diferentes. La fachada refleja un claro y definido neoclásico contrastando con el sólido barroco en el ingreso al Monasterio, donde se destaca una escultura de Santa catalina de Siena, patrona de la iglesia.

### Iglesia de la Compañía de Jesús

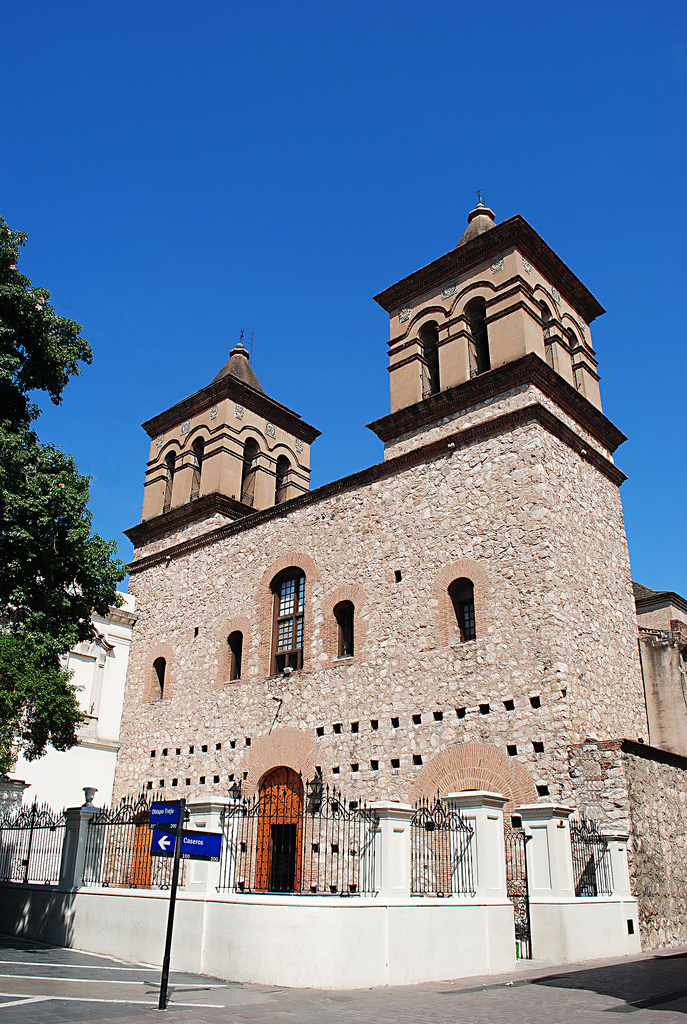
Iglesia de la Compañía de Jesús.

La construcción de la Iglesia de la Compañía de Jesús fue iniciada en 1640 y terminada en 1676. Está ubicada en la calle Obispo Trejo, esquina Caseros. Es parte de la Manzana Jesuítica, patrimonio de la humanidad desde el año 2000, declarada tal por la UNESCO. Su fachada ostenta un modesto estilo románico. Está construida en forma de cruz latina con una capilla a cada lado. Se destaca la bóveda en forma de quilla invertida, el friso de las empresas sacras, el retablo y el púlpito trabajado con la técnica del dorado a la hoja.

### Basílica de Santo Domingo
La orden de los predicadores se estableció en el siglo XVI, y diagraman la construcción del seminario y la Iglesia. Los cimientos del templo todavía tienen marcas de las inundaciones provocadas por el ahora encausado Arroyo de La Cañada. Las obras se iniciaron gracias a Olegario Correa en 1857 y se inauguró en 1861. Desde entonces sufrió varias modificaciones, entre ellas, la ampliación para el camarín de la Virgen.
Está ubicada en la Avenida Vélez Sarsfield, esquina Deán Funes. Su fachada es simple con características renacentistas, y fueron los hermanos Kánepa los encargados de concluirla. Las cúpulas tienen un revestimiento de cerámicas donadas por el entonces presidente argentino Justo José de Urquiza. La pieza de mayor valor de esta iglesia es la Virgen alojada en el Camarín, patrona de la Arquidiócesis de Córdoba: Nuestra Señora del Rosario del Milagro.

### Basílica de La Merced
La orden de los Padres Mercedarios, fue fundada en España para el rescate de los cristianos cautivos y su presencia en la Córdoba se remonta a finales del siglo XVI.
El primer templo en este emplazamiento data del año 1697. La fachada principal, de 1869, es una obra de los arquitectos Bettoli y Kánepa, que eligen un clásico italianizante, algunas características de las basílicas romanas e influencias del eclecticismo que otorga libertad de expresión.

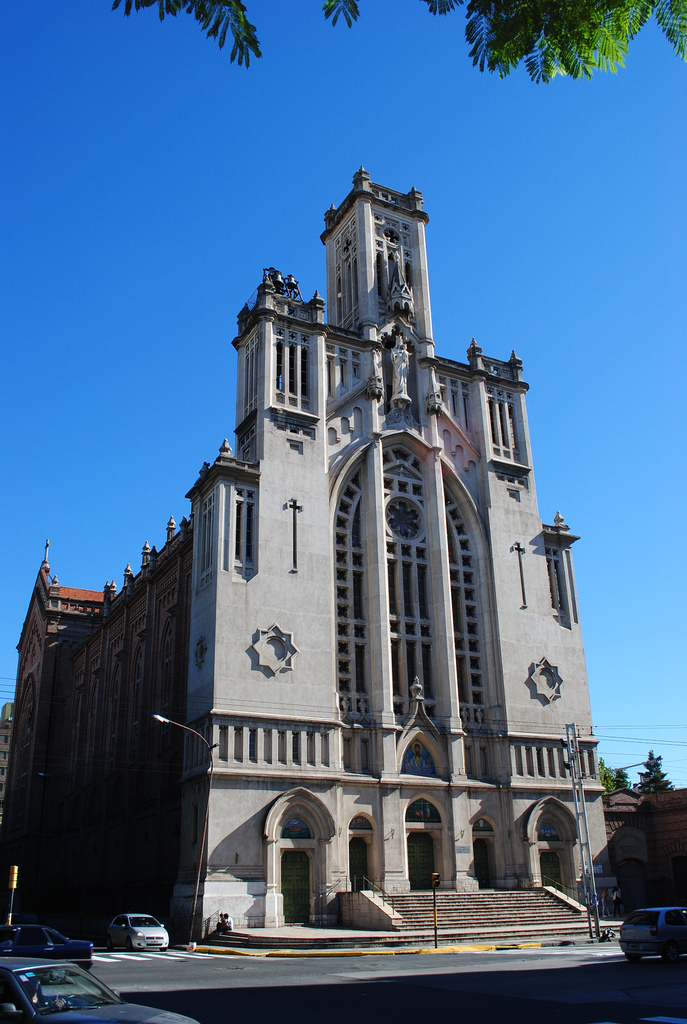
Parroquia María Auxiliadora.

Pese a las transformaciones sufridas, se ha conservado el púlpito barroco de 1776, cuya riqueza solo es superada en Argentina por la iglesia Catedral de Jujuy. Su puerta principal de madera de Cedro Paraguayo también constituye una obra de arte, y su altar de fines del siglo XVIII emula el tabernáculo de la Compañía de Jesús, hoy en Tulumba. Está ubicado en la calle 25 de Mayo, esquina Rivadavia.
Fue declarada basílica menor en el año 1926 dado que su patrona, Nuestra Señora de la Merced, fue coronada como generala del Ejército argentino por el general Manuel Belgrano.

### Iglesia del Pilar
Ubicada en Avenida Olmos, esquina Maipú. Las primeras obras fueron iniciadas en 1738, gracias a la acción benéfica de Doña Jacinta y Gregoria Sobradiel, fieles devotas de la Virgen del Pilar y continuada por el Sargento Fernando Fabro, después de 1767. Dado que materiales, caridad y amigos marcaron sus comienzos, fue que se funda La Hermandad de la caridad, asentada en la misma capilla. La misma se encargaba de auxiliar a los pobres, enfermos y condenados a muerte. Su fachada es de estilo colonial con columnatas jónicas y fue decorada en su interior por el pintor catalán Casimiro Soler, a fines del siglo XIX.

### Iglesia San Francisco

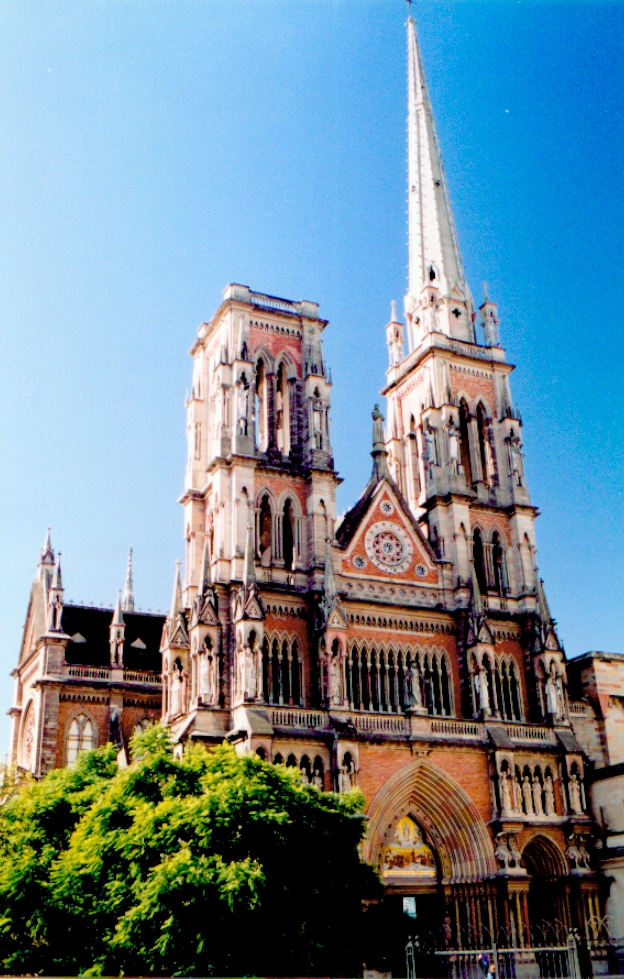
Iglesia del Sagrado Corazón o Padres Capuchinos

Perteneciente a la orden de los Franciscanos, establecidos al momento de fundación de la ciudad, por ello es que atesora el archivo más rico y antiguo, junto con mobiliario del siglo XVI. El templo se encuentra ubicado en la calle Buenos Aires esquina Entre Ríos. Su actividad se centra fundamentalmente en las primeras letras, cimentando las bases de la primera escuela primaria. Respecto a su construcción, la misma fue finalizada en 1813, con planos dirigidos por el ingeniero Juan Manuel López a fines del siglo XVIII. Muestra un sobrio estilo italianizante con frontis manierista.

### Iglesia del Sagrado Corazón
Fiel exponente de la arquitectura neogótica, diseñada y realizada por el artista e ingeniero Augusto Ferrari en el año 1943. Tiene dos torres: una trunca que representa la materia que perece, mientras que la otra representa el alma que asciende. Ubicada en calle Buenos Aires, esquina Obispo Oro, es conocida como la iglesia de los padres capuchinos.

## Manzana Jesuítica
En noviembre del año 2000 el antiguo complejo de la Manzana Jesuítica, junto con las estancias homónimas, fue declarado Patrimonio Cultural de la Humanidad por la Unesco  en la ciudad de Cairns (Australia). De esta manera, se transformó en un complejo de varios museos que comprende: la Capilla Doméstica, el Colegio Nacional de Monserrat, la Iglesia de la Compañía de Jesús, la antigua sede de la Universidad Nacional de Córdoba y la Residencia. El circuito jesuítico de Córdoba se completa con cinco estancias ubicadas en el interior de la provincia: la Casa de Caroya (1616), las estancias de Jesús María (1618), Santa Catalina (1622), Alta Gracia (1643) y La Candelaria (1683).

### Capilla Doméstica
Su construcción comenzó en 1644 y finalizó en 1668. La misma era de uso privado de los Jesuitas. Su arquitectura permite apreciar el barroco americano.

### Colegio Nacional de Monserrat
El Colegio Nacional de Monserrat, depende de la Universidad y fue creado en 1687. Es el más antiguo de Argentina y uno de los más prestigiosos de toda Latinoamérica. Al igual que el edificio histórico de la Universidad, consta de un gran patio. En 1927 y bajo la dirección del arquitecto Jaime Roca, fue reformado y modificando el patio y agregada la torre del reloj, según el lenguaje neoplateresco. De él han egresado protagonistas de la historia argentina como Juan José Castelli, Juan José Paso, Deán Gregorio Funes, Pedro Ignacio de Castro Barros, José Ignacio Gorriti y Eduardo Pérez Bulnes, entre otros.

### Iglesia de la Compañía de Jesús
La construcción de la Iglesia de la Compañía de Jesús fue iniciada en 1640 y terminada en 1676. Está construida en forma de cruz latina con una capilla a cada lado. Se destaca la bóveda en forma de quilla invertida, el friso de las empresas sacras, el retablo y el púlpito trabajado con la técnica del dorado a la hoja.

### Museo Histórico de la Universidad
El edificio original hoy alberga al Museo Histórico de la Universidad Nacional de Córdoba, inaugurado el 8 de diciembre del 2000. El visitante podrá recorrer y observar: sus claustros y salas abovedadas, la voluminosa librería jesuítica, minuciosos trabajos de imprenta donde se podrá encontrar documentos del archivo general histórico de la universidad con testimonios de hechos y sucesos de la época. Una de las antiguas galerías del Colegio Monserrat exhibe instrumentos del siglo XIX que pertenecieron al gabinete de física.

### Universidad Nacional de Córdoba
El edificio original constaba de una sola planta correspondiente a la tipología del convento urbano. El patio mayor fue el primer jardín botánico, ampliamente reformado a lo largo de los siglos, el último en el año 2000.

## Museos

### Museo de Arte Religioso Juan de Tejeda
El Museo de Arte Religioso Juan de Tejeda tiene en exposición objetos pertenecientes al Monasterio de Carmelitas Descalzas y el templo de Santa Teresa.  Fue en esta casa donde nació hace más de 400 años Luis de Tejeda, primer poeta argentino. Además se exponen obras de pintores contemporáneos.

### Museo Superior de Bellas Artes Evita

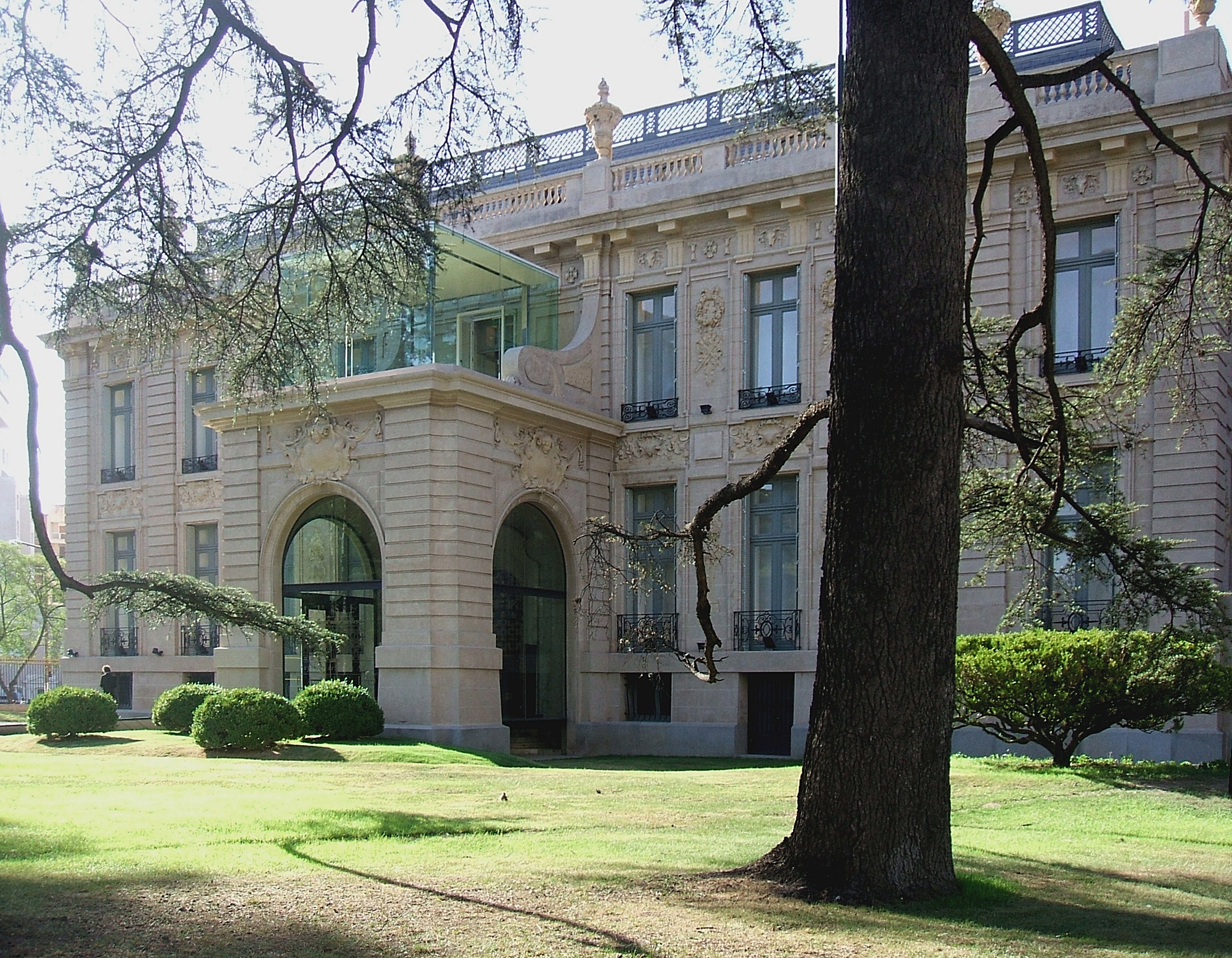
El Museo Superior de Bellas Artes Evita funciona en el Palacio Ferreyra, una mansión de principios del.

El Museo Superior de Bellas Artes Evita, dependiente del gobierno de la provincia de Córdoba, está ubicado en el centro de la ciudad, en el barrio Nueva Córdoba. Fue inaugurado el 17 de octubre de 2007, con la remodelación y adaptación del Palacio Ferreyra, una mansión de estilo francés de principios del siglo XX. Cuenta con exhibiciones permanentes de pintura, escultura, gráfica y fotografía principalmente, de artistas de la provincia de Córdoba.

### Museo Provincial de Bellas Artes Emilio Caraffa
El Museo Provincial de Bellas Artes Emilio Caraffa está ubicado en el Parque Sarmiento. Es dependiente de la provincia de Córdoba y fue construido en 1915 bajo la dirección del arquitecto Juan Kronfuss. El edificio donde funciona, de estilo neoclásico, fue remodelado dos veces desde su inauguración y actualmente dispone de 9 salas de exposición. En su interior se exponen muestras transitorias de artistas de Córdoba y Argentina principalmente. Como archivo artístico, su función es la colección, preservación, estudio, promoción y difusión de las artes visuales en Córdoba.

### Museo Histórico Provincial Marqués de Sobremonte

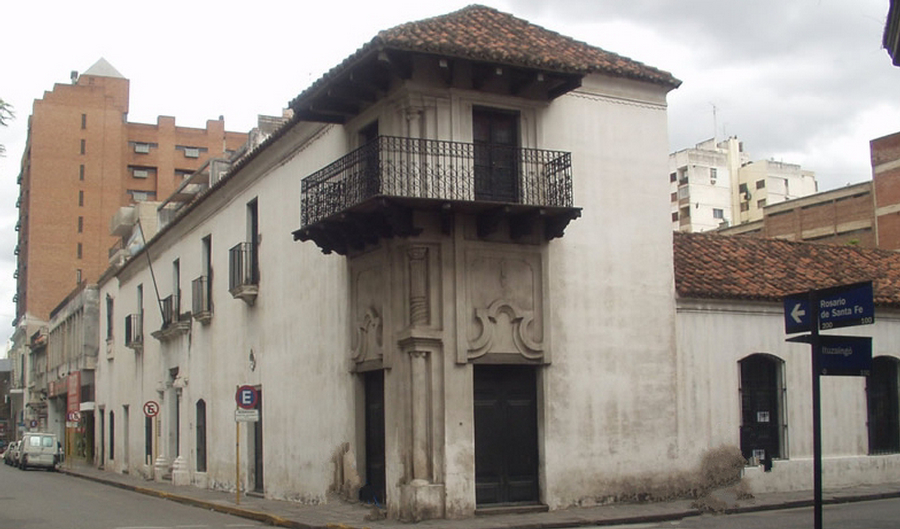
Fachada del Museo Histórico Provincial Marqués de Sobremonte, de estilo típicamente colonial, que abarca las dos calles.

El Museo Histórico Provincial Marqués de Sobremonte está ubicado en la esquina de las calles Ituzaingó y Rosario de Santa Fe, en pleno centro, es dependiente del estado provincial. Es la casa más antigua de la ciudad, ejemplo de lo que fue la construcción civil del siglo XVIII.
En su interior alberga las colecciones de Wolf y Monseñor Pablo Cabrera, además de los objetos que adornan las diferentes salas. Todas las colecciones son de valor histórico: las de armas antiguas, las pinturas americanas, la imaginería religiosa, los muebles, mesas y sillas que decoran los diferentes ambientes y reflejan cómo era la vida cotidiana en la época colonial. En el patio de la casa y en algunas salas también suelen realizarse conciertos públicos.

### Museo Iberoamericano de Artesanías
El Museo Iberoamericano de Artesanías tiene en exhibición alrededor de 160 piezas del ámbito de la artesanía tradicional y moderna. Entre ellas se encuentran: artesanías indígenas de Brasil y Perú, muebles en mimbre de Chile, cerámicas de Nicaragua, máscaras de Oruro, tallas de madera, la caja escultórica de diseño gótico de Jorge Bianello, trabajos de cuchillería de Sergio Bruno, tallado en madera de Eduardo Paviolo, además piezas donadas por artesanos que participaron en anteriores ediciones.

### Museo San Alberto
El Museo San Alberto exhibe objetos de la vida doméstica, imaginería e instrumentos musicales que conformaron la dote de las novicias pertenecientes a la Real Casa de Huérfanas Nobles y Niñas Educadas, fundada por el Obispo José Antonio de San Alberto.

### Museo de la industria

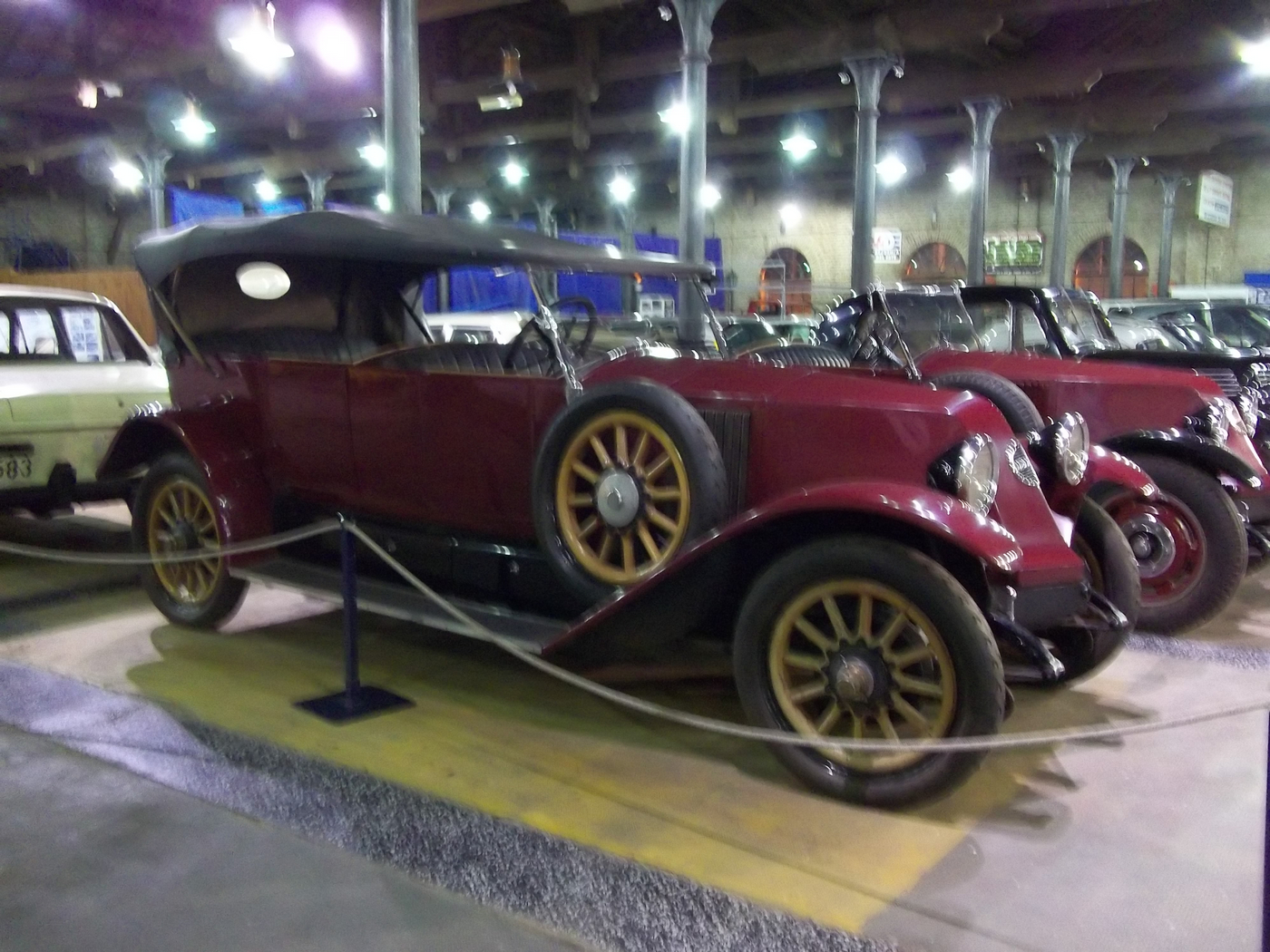
Autos antiguos expuestos en el Museo de la Industria.

Este museo se encuentra ubicado en el barrio General Paz, nace en 1994 a partir del proyecto de reciclaje y re funcionalización de un taller de máquinas del ferrocarril. El museo en sí mismo tiene que ver con que Córdoba ha sido y es uno de los centros industriales más importantes del país. El lugar fue elegido a partir de las cualidades arquitectónicas de principios del siglo XX y por el carácter representativo y simbólico de la actividad ferroviaria que tuvo lugar en la ciudad.

## Música
El cuarteto y el rock nacional son algunos de estos géneros más importantes y escuchados. No se pretende decir que son los únicos que se escuchan en la ciudad, pero si los más populares.
Cuarteto
La manifestación musical y popular más característica de Córdoba es el cuarteto, estilo de música bailable. Tuvo su origen y razón de su nombre en un grupo de hijos de inmigrantes que desarrollaron su actividad con herencia musical traída de sus orígenes en Italia y España mayormente. Fueron el pasoboble y los corridos el principal nutriente estilístico para este fenómeno dando lugar a la "gaita" cuartetera. En principio los integrantes eran sólo cuatro (de ahí cuarteto) y su máximo exponente el "Cuarteto Leo", los instrumentos que componían el conjunto eran acordeón a piano, violín, bajo y piano. Los primeros ejecutan la melodía, alegre y chispeante mientras el piano y el bajo, la armonía, creando el característico "tunga-tunga". En las postrimerías de la década del 80 experimenta una metamorfosis por influencia de música centroamericana y demanda popular, conservando la métrica y el ritmo inconfundible que lo caracteriza y otorga identidad. Dos de sus representantes actuales más conocidos a nivel nacional son La Mona Jiménez y el fallecido Rodrigo Bueno. Algunas bandas históricas son: Chébere, Tru-la-lá, La Barra y Banda XXI, La Fiesta, Sabroso, Chipote, Ulises Bueno, Megatrack, entre otras.
Rock nacional
El Rock Nacional (y en general el rock), son como en el resto del país, géneros fuertes. Al igual que ocurría en Buenos Aires, su aparición data de comienzos de la década de 1960. Durante los 70s sonaban, además de las conocidas a nivel nacional, bandas locales como: Alba, Apertura, Axis, Bermin Group, Claridad Natalia, Exegesis, Éxtasis, Fauno y Sidera Visus, entre otros. La segunda mitad de los años 80s fueron los de mayor explosión del rock, teniendo en cuenta que hasta 1983 (año en que terminó el régimen militar), muchas letras eran censuradas, así como también lugares de culto para escuchar rock. En los años 90 se forman bandas como Los Caligaris, que posteriormente serían conocidas a nivel nacional. En la misma década aparecen bandas como Crosstown Traffic,Enhola o Low. Desde comienzos del 2000 se hacen escuchar 250 centavos,Canon, Juan Terrenal,La Coca Fernández,La Madre del Borrego,Locotes,Los Cocineros,Ojos de Piedra, Sur oculto, y más recientemente Eruca Sativa, La Pata de la Tuerta, Ole Blando!, Un día perfecto para el pez banana, entre otros. Actualmente Córdoba cuenta con muchas bandas, algunas con el suficiente público como para ser soporte (o teloneros) de las grandes bandas nacionales. Para los grupos de rock de Córdoba (sobre todo los informales), es sumamente difícil trascender a nivel nacional y que sus videos sean vistos a través de los grandes canales de música como Mtv o MuchMusic. En forma periódica visitan la ciudad bandas populares a nivel nacional e internacional. Soda Stereo, durante su gira Me verás Volver, agotó localidades en el Estadio Chateau Carreras. entre otros. Actualmente Córdoba cuenta con muchas bandas, algunas con el suficiente público como para ser soporte (o teloneros) de las grandes bandas nacionales. Para los grupos de rock de Córdoba (sobre todo los informales), es sumamente difícil trascender a nivel nacional y que sus videos sean vistos a través de los grandes canales de música como Mtv o MuchMusic. En forma periódica visitan la ciudad bandas populares a nivel nacional e internacional. Soda Stereo, durante su gira Me verás Volver, agotó localidades en el Estadio Chateau Carreras. En el Orfeo Superdomo se presentan shows musicales de distinta índole, partiendo desde grupos de rock nacional como Bersuit Vergarabat, Catupecu Machu o Callejeros pasando por bandas como los ingleses de Starsailor o románticos como María Martha Serra Lima y Pimpinella hasta música clásica como la Orquesta Sinfónica de Israel, otros lugares donde periódicamente se presentan bandas de nivel nacional son Captain Blue y La Vieja Usina.

### Otros
Otros géneros con importante público son el jazz y la música clásica, con representantes como Horacio Burgos trío, la Orquesta Metropolitana de Córdoba,Swing 69,Guadalupe Gómez trío, o Gabriel Juncos cuarteto.

### Rock nacional
El Rock Nacional (y en general el rock), son como en el resto del país, géneros fuertes. Al igual que ocurría en Buenos Aires, su aparición data de comienzos de la década de 1960. Durante los 70s sonaban, además de las conocidas a nivel nacional, bandas locales como: Alba, Apertura, Axis, Bermin Group, Claridad Natalia, Exegesis, Éxtasis, Fauno y Sidera Visus, entre otros. La segunda mitad de los años 80s fueron los de mayor explosión del rock, teniendo en cuenta que hasta 1983 (año en que terminó el régimen militar), muchas letras eran censuradas, así como también lugares de culto para escuchar rock. En los años 90 se forman bandas como Los Caligaris,  que posteriormente serían conocidas a nivel nacional. En la misma década aparecen bandas como Crosstown Traffic, Enhola o Low. Desde comienzos del 2000 se hacen escuchar 250 centavos, Canon, Juan Terrenal, La Coca Fernández, La Madre del Borrego, Locotes, Los Cocineros, Ojos de Piedra, Sur oculto, y más recientemente Eruca Sativa, La Pata de la Tuerta, Ole Blando!, Un día perfecto para el pez banana, entre otros. Actualmente Córdoba cuenta con muchas bandas, algunas con el suficiente público como para ser soporte (o teloneros) de las grandes bandas nacionales. Para los grupos de rock de Córdoba (sobre todo los informales), es sumamente difícil trascender a nivel nacional y que sus videos sean vistos a través de los grandes canales de música como Mtv o MuchMusic. En forma periódica visitan la ciudad bandas populares a nivel nacional e internacional. Soda Stereo, durante su gira Me verás Volver, agotó localidades en el Estadio Chateau Carreras. entre otros. Actualmente Córdoba cuenta con muchas bandas, algunas con el suficiente público como para ser soporte (o teloneros) de las grandes bandas nacionales. Para los grupos de rock de Córdoba (sobre todo los informales), es sumamente difícil trascender a nivel nacional y que sus videos sean vistos a través de los grandes canales de música como Mtv o MuchMusic. En forma periódica visitan la ciudad bandas populares a nivel nacional e internacional. Soda Stereo, durante su gira Me verás Volver, agotó localidades en el Estadio Chateau Carreras. En el Orfeo Superdomo se presentan shows musicales de distinta índole, partiendo desde grupos de rock nacional como Bersuit Vergarabat, Catupecu Machu o Callejeros pasando por bandas como los ingleses de Starsailor o románticos como María Martha Serra Lima y Pimpinella hasta música clásica como la Orquesta Sinfónica de Israel, otros lugares donde periódicamente se presentan bandas de nivel nacional son Captain Blue y La Vieja Usina.

### Otros
Otros géneros con importante público son el jazz y la música clásica, con representantes como Horacio Burgos trío, la Orquesta Metropolitana de Córdoba, Swing 69, Guadalupe Gómez trío, o Gabriel Juncos cuarteto.

### Organismos municipales

#### Banda Sinfónica Juvenil
Esta banda está integrada por un Director y cuarentaicinco músicos becarios. El organismo viene desarrollando una importante actividad de difusión del repertorio existente para bandas sinfónicas. Los estilos musicales de sus conciertos son: La música clásica, jazz, la música de películas de Hollywood y música nacional. Se destaca su importante labor llevada a cabo en las escuelas marginales de la ciudad, ofreciendo conciertos didácticos.

#### Coro Municipal de la Ciudad de Córdoba
Creado en 1971 por el maestro César Ferreyra, este cuerpo artístico municipal, dirigido actualmente por su subdirector Tomás Arinci, viene desplegando una intensa actividad musical a lo largo de más de 40 años de ininterrumpida vida artística
Integrado por 33 voces titulares el Coro Municipal ha realizado a lo largo de su extensa trayectoria más de 1500 presentaciones, entre conciertos, recitales, conciertos didácticos, ciclos radiales y televisivos, festivales musicales, etc. en todos los ámbitos del quehacer cultural de la ciudad de Córdoba, su asiento natural, y en el interior de la Provincia, como así también en el resto del país, y la República O. del Uruguay.
Algunos de los elencos musicales con los que este Coro actúa regularmente son la Orquesta de Cuerdas Municipal, el Ballet Municipal, los coros oficiales de la Provincia de Córdoba y otros grupos vocacionales con los que comparte mensualmente grandes encuentros corales. En el ámbito de la música popular ha compartido recitales con artistas de la talla de Mercedes Sosa, Eduardo Falú, Oscar Alem y Ariel Ramírez, autor este de la “Misa por la paz y la justicia” y “Los caudillos”, estrenadas por el coro en Córdoba junto a su autor.
Su repertorio está integrado por obras universales desde el Renacimiento y el Barroco hasta compositores actuales, haciendo hincapié en la música del siglo XX y XXI y el estreno de obras nuevas, sin desdeñar el folclore argentino, latinoamericano y la música popular del resto del mundo.

#### Coro de niños
El Coro de Niños de la Ciudad Inicia su actividad en julio de 2000 bajo la conducción del Maestro Guillermo Pellicer, realizando su primera presentación en diciembre de ese mismo año. Desde su creación y hasta el presente, más de doscientos niños han participado de las actividades, permitiendo formarlos como jóvenes y experimentados coreutas, integrando luego numerosos coros universitarios. Este organismo está pensado, como una oportunidad para que los niños se desarrollen en sensibilidad junto a los valores artísticos, y posibilitar, a su vez, la experiencia de vivir solidariamente a través del canto.
El coro ha ofrecido más de 150 conciertos en la Ciudad de Córdoba y localidades cercanas. Representa a la Municipalidad en Inauguraciones, Eventos, Ceremonias oficiales y religiosas. También participa en conciertos junto a otros organismos oficiales, como la Orquesta Sinfónica de Córdoba, Orquesta de Cuerdas de la Municipalidad, Coro Polifónico Provincial, Coro de Cámara de Córdoba y Coro Municipal.

#### Orquesta de Cuerdas
La Orquesta de Cuerdas Municipal es un organismo musical de alto nivel, creada el 2 de julio de 1956, compuesta hoy por algunos de los mejores músicos de Córdoba. Su primer Director el Maestro Luis Nihoul. La orquesta interpreta principalmente el repertorio del siglo XVIII, y del período Barroco. También música romántica, contemporánea y música de origen popular, mayormente argentina.
Además de realizar ciclos dedicados a melómanos, la orquesta, ofrecen conciertos en Iglesias, Centros Culturales, CPC, Centros de tercera edad, conciertos al aire libre, entre otros. También se vienen realizados ciclos temáticos, como por ejemplo el ciclo de los conciertos para violín de Mozart, o el ciclo de los seis conciertos brandeburgueses de Johann Sebastian Bach. La orquesta cuenta también con un CD, presentado el 4 de diciembre de 2004 en el Parque de las Naciones y en el marco del ciclo Música en las Plazas. El disco fue producido en conmemoración del 48 aniversario de la orquesta grabado íntegramente en el auditorio Diego de Torres de la Universidad Católica de Córdoba.

## Deportes

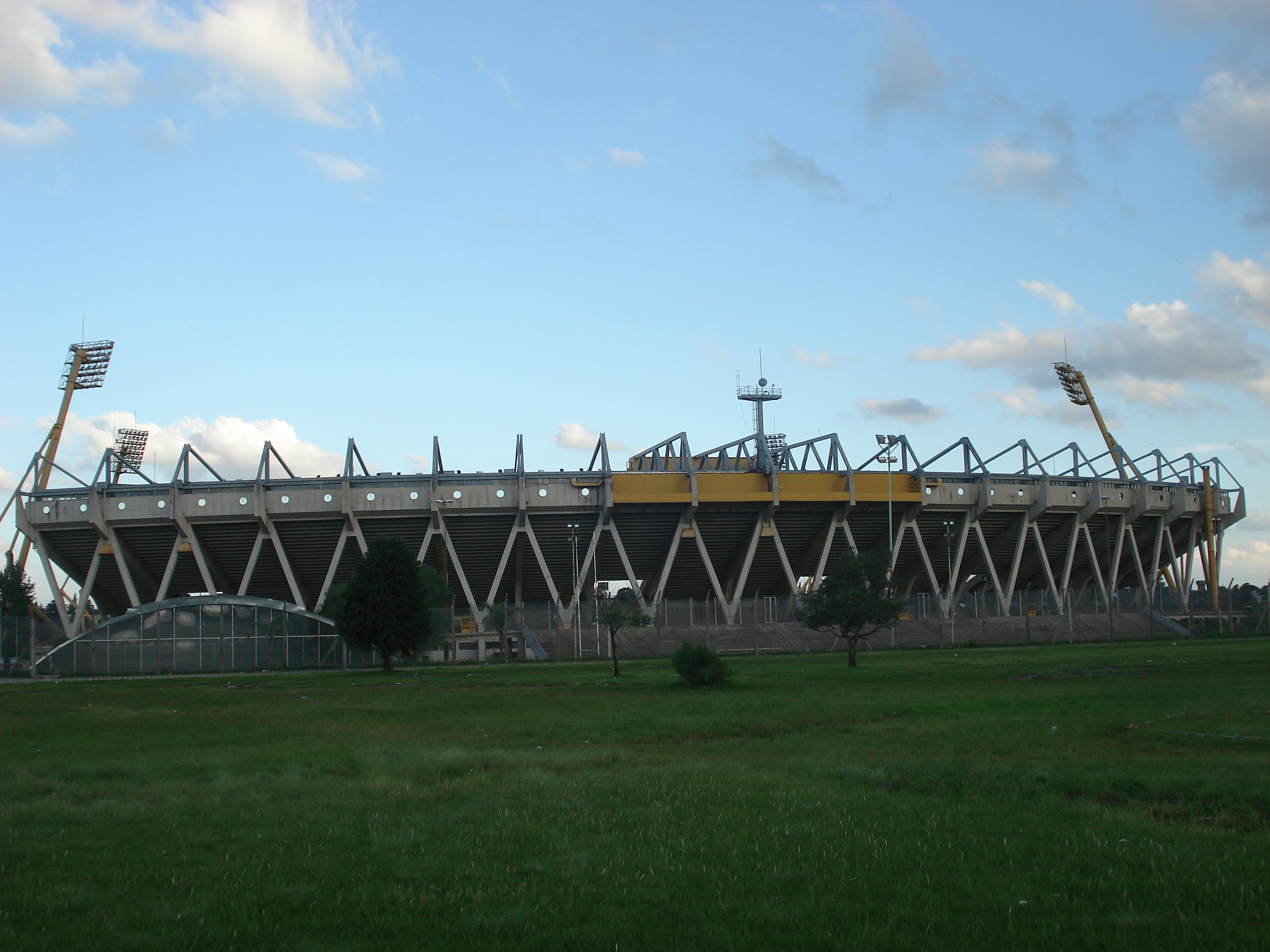
Estadio Mario Alberto Kempes.

Dada la importante cantidad de habitantes, en la ciudad se practican variadas disciplinas deportivas. En lo que respecta a la municipalidad, la misma implementa en complejos polideportivos y en el Camping Municipal, actividad deportiva, gimnástica y recreativa para niños, jóvenes, adultos, adultos mayores y personas discapacitadas. También se están dictando cursos de iniciación deportiva para niños y jóvenes de escasos recursos. Los mismos se realizan en playones deportivos de los distintos barrios, en los centros vecinales que cuentan con infraestructura propia y en los clubes adheridos al Plan de compensación de deudas.
El deporte más desarrollado en cuanto a infraestructura y público, al igual que en la mayor parte del país, es el fútbol.
Los equipos más importantes son los que disputan la primera división de la Asociación del Fútbol Argentino (AFA) así como las divisiones de ascenso.
En la temporada 2020/2021 los equipos que compiten en torneos oficiales de AFA son los siguientes: 
- Primera División: Belgrano, Instituto y Talleres
- Primera Nacional (segunda división): Racing
- Torneo Regional Federal Amateur (cuarta división): Peñarol, General Paz Juniors y Racing

Luego existe clubes, económicamente más pequeños, la mayoría de los cuales están afiliados a la Liga Cordobesa de Fútbol. Entre ellos están Club Atlético Barrio Parque,  Club Bella Vista, Universitario, Unión San Vicente, entre otros.
Córdoba cuenta con un Estadio Olímpico poli funcional, con capacidad para 57.000 personas sentadas. Fue construido en la década del 70, debido a que la ciudad fue una de las sedes de la Copa Mundial de Fútbol de 1978. Otro importante es el Estadio Gigante de Alberdi, para 28 000 personas, en él juega de local Belgrano. Su clásico rival, Talleres, tiene el Estadio Boutique de Barrio Jardín, con capacidad para 15.000 espectadores. Instituto tiene el Estadio Juan Domingo Perón de Alta Córdoba, con capacidad para 26.500 espectadores. Entre otros, también encontramos el Estadio Miguel Sancho (local: Racing de Córdoba, para 15.000 personas) y el Estadio Juniors (local: General Paz Juniors, capacidad: 15.000 personas).

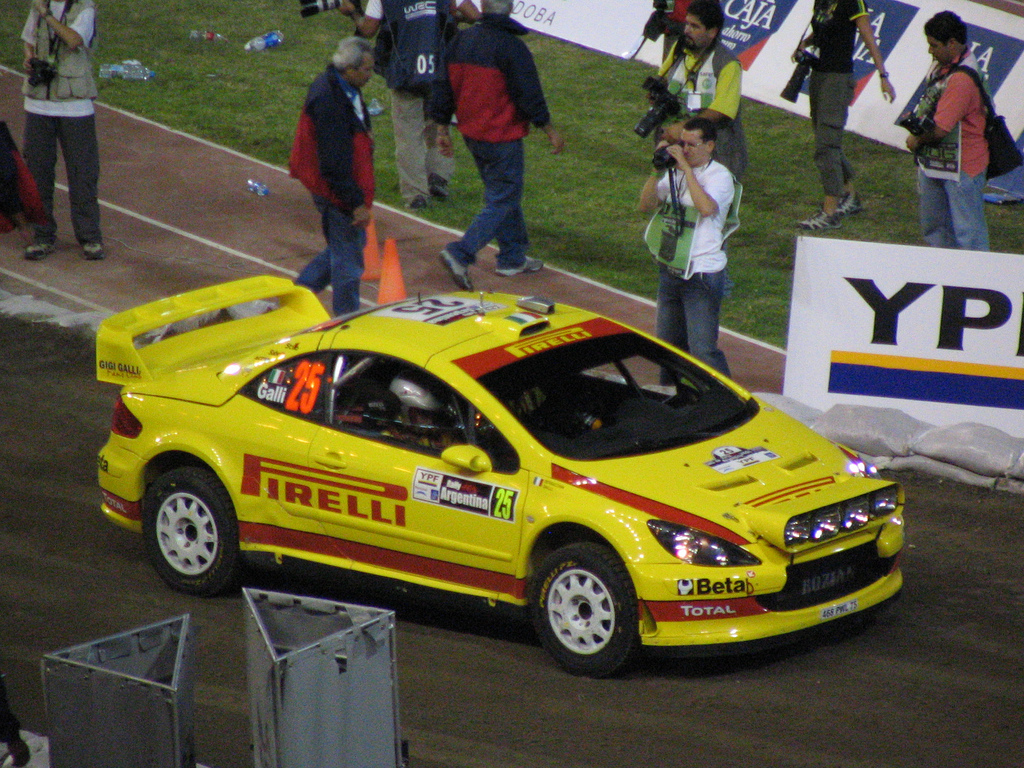
En el Estadio Chateau Carreras se realiza una de las Etapas del Rally de Argentina del Campeonato Mundial de Rally.

Por otra parte, el automovilismo, es un deporte que despierta mucha pasión en los cordobeses. En las sierras de Córdoba, cada año se disputa la fecha Argentina del Campeonato Mundial de Rally, una competencia que congrega numeroso público no solo argentino.
El baloncesto tiene una larga historia. Córdoba siempre se caracterizó por ser protagonista de los tradicionales Campeonatos Argentinos. Con la creación de la Liga Nacional de Clubes, Asociación Deportiva Atenas, se convirtió en el mejor representante deportivo de la historia de Córdoba, con ocho campeonatos nacionales y seis internacionales.
En los últimos años, el tenis fue ganando espacio, hasta posicionar a la ciudad, y en general a la provincia, como el segundo polo tenístico nacional. David Nalbandián, nacido en Unquillo, ciudad perteneciente al Gran Córdoba, es uno de los representantes más importantes a nivel mundial de este deporte.
Del Córdoba Golf Club han surgido profesionales de repercusión internacional, entre ellos Ángel Cabrera, vencedor del US Open de 2007 y el Masters de Augusta de 2009 y Eduardo Romero. Así mismo, se pueden encontrar varias canchas en los barrios periféricos o en las ciudades aledañas pertenecientes al Gran Córdoba.
El hockey sobre césped tiene un lugar importante dentro de los deportes de la ciudad. La hockista cordobesa Soledad García, perteneciente al seleccionado femenino, fue campeona del mundo en 2002 y tres veces medallista olímpica. En Córdoba existen varios clubes en las ramas masculina y femenina.

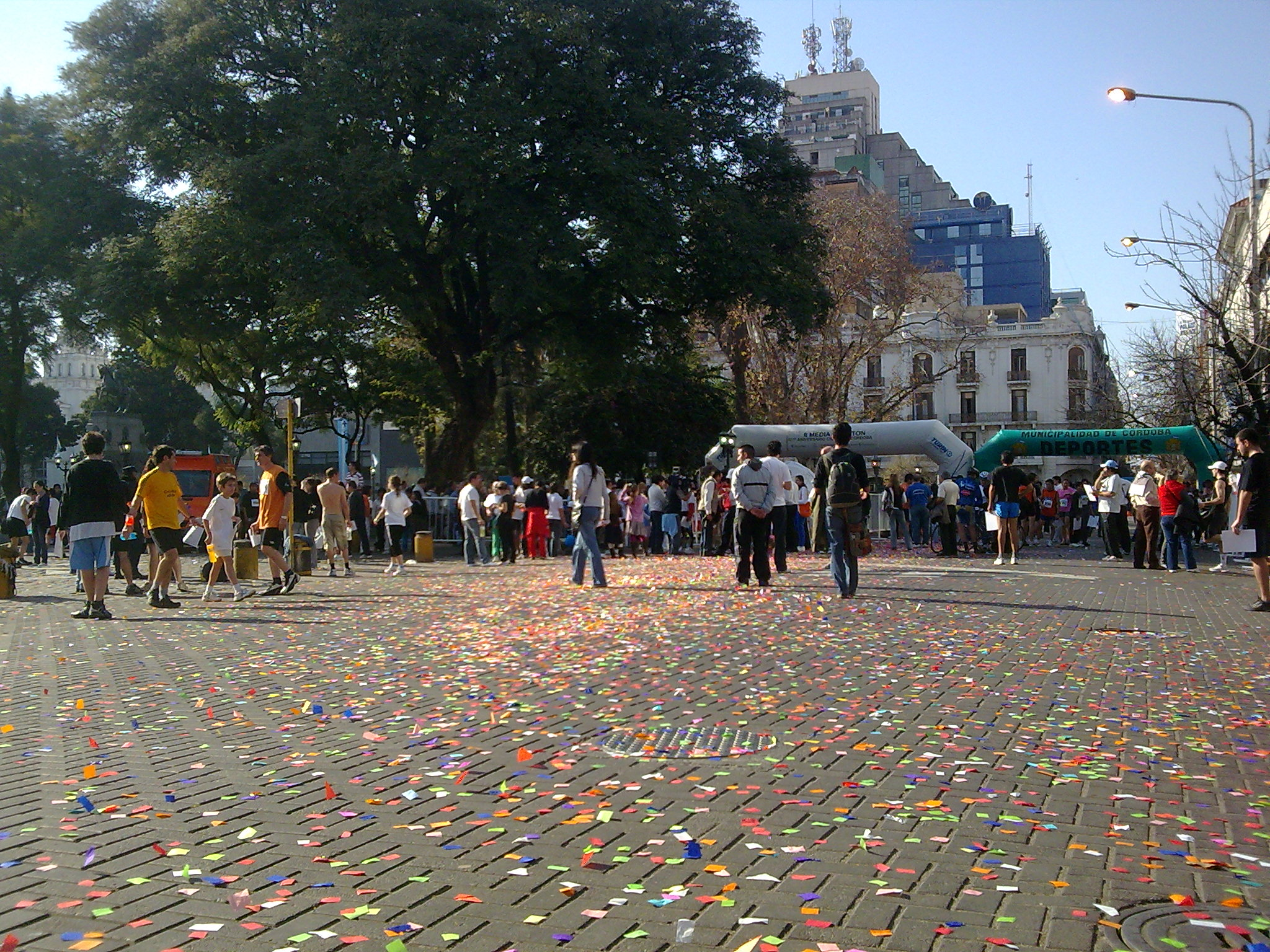
Maratón anual, realizado en conmemoración de la fundación de Córdoba.

En menor medida se practica el rugby. Entre los clubes que hay en la ciudad están Palermo Bajo, Córdoba Athletic o Córdoba Rugby. El Boxeo es también importante en la ciudad. Entre los deportistas históricos se encuentra Amado Azar, medallista olímpico en los juegos de 1932.
Todos los años se realizan al menos dos maratones. Uno de ellos organizado por el diario La Voz del Interior y otro por la municipalidad, en conmemoración del aniversario de fundación de la ciudad. Ambos tienen un circuito profesional de alrededor de 10 km y otro participativo de 3,5.

## Parques y paseos

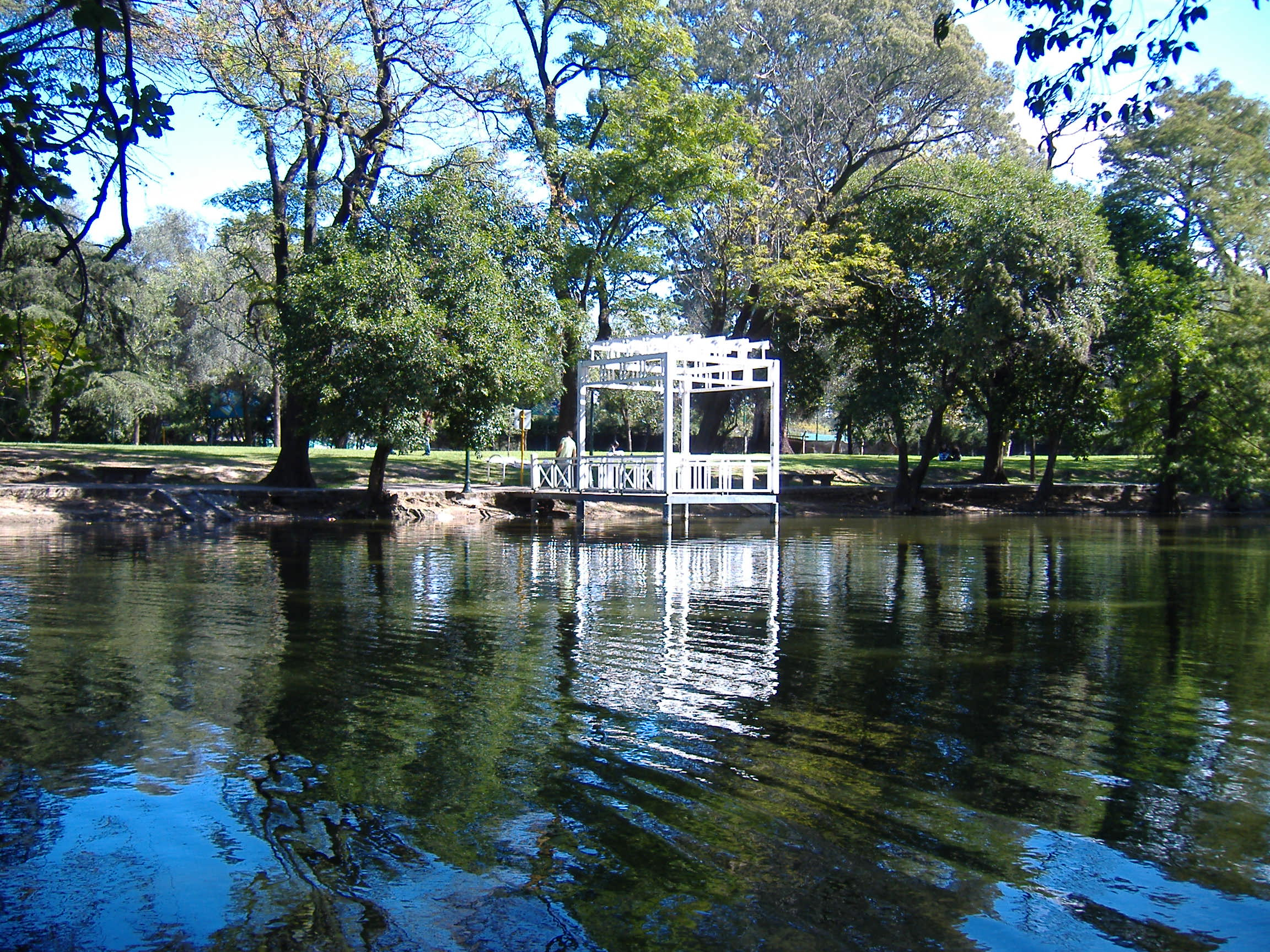
Isla Crisol y lago del Parque Sarmiento.

El Parque Sarmiento es uno de los más antiguos de Sudamérica. Planeado por el empresario Miguel Crisol, para lo cual trajo al arquitecto francés Carlos Thays, quien lo concretó siguiendo una perspectiva bellepoquiana, hasta mediados de los 1960  le exornaba una joya arquitectónica: el gran Pabellón de las Industrias (Destruido por un incendio intencional),  gran edificio casi íntegramente construido, a mediados de los 1870, con elaborada ebanistería y elementos férreos de la arquitectura industrial estilo Art Nouveau  para la Primera Exposición Industrial Argentina. Hacia el noroeste del parque está el "Anfiteatro Griego", que actualmente está en proceso de refacción y ya se encuentra en funcionamiento parcial.
La Costanera del Suquía, se trata de la gran parquización (iniciada en  1983) de ambas riberas del río Suquía y posee jardines, plazoletas y son especialmente atractivos sus puentes activos e inactivos, entre los muchos activos se destaca el Puente del Centenario, inaugurado en 1910, con decoraciones típicas de la Bélle Époque, entre las que se destacan las luminarias. Fue restaurado en 1997 junto a los puentes Alvear, Olmos, y Antártida por los arquitectos Marina Waisman, Freddy Guidi y Gustavo Ceballos. Entre los inactivos se encuentra el Puente Quebrado, antiguo puente ferroviario de fines de s XIX, realizado totalmente en hierro fundido, ejemplo de la arquitectura "ingenieril" de la Primera Revolución Industrial. La parquización se halla aún inconclusa, esto en gran parte debido al crecimiento de la ciudad.

## Teatros

### Teatro del Libertador General San Martín
Ubicado en la avenida Vélez Sarsfield, entre Duarte Quirós y Boulevard San Juan, es actualmente considerado uno de los teatros con mejor acústica del país. Inaugurado el 26 de abril de 1891 con el nombre de Rivera Indarte, en honor al poeta cordobés. Más de medio siglo después en 1950 se decidió cambiarle el nombre por el de Teatro del Libertador General San Martín (año del centenario de fallecimiento del General José de San Martín), pero luego en 1956 se le devuelve la primera designación y finalmente en 1973 se le restituye el del prócer Argentino.

### Teatro Municipal Comedia
El Comedia (actualmente en reparación luego del incendio del 28 de junio de 2007), como se lo conoce más familiarmente en Córdoba, fue inaugurado el 9 de agosto de 1913 con el nombre de Teatro Odeón. Luego, en 1950 se le cambia el nombre por el actual. Se trata de un espacio para expresiones artísticas y culturales del quehacer local. Encuentran un espacio para sus expresiones populares: actores, autores, escuelas de danza, arte y elencos artísticos de todos los géneros para mayores y niños.

### Teatro Real
El Teatro Real está ubicado en la calle San Jerónimo no. 66. Es sus más de ocho décadas de existencia, se ha convertido en un referente de la cultura local. Es centro de expresión de variadas disciplinas artísticas. Actualmente se encuentra en refacción y actualización, lo que lo va a colocar nuevamente como parte del eje teatral de Córdoba.

### Teatro Griego
El griego, como se lo conoce, está ubicado en el Parque Sarmiento, y es uno de los referentes teatrales históricos de Córdoba. En 1999 durante la gestión de Rubén Martí el teatro había dejado de utilizarse y estuvo cerrado hasta abril de 2008 cuando fue reparado y reabierto.

## Centros culturales
Algunos de los centros culturales que se encuentran en la ciudad son: Centro Cultural Cabildo Histórico, Centro Cultural Casona Municipal Francisco Vidal, Centro Cultural Independiente María Castaña, Centro Cultural Alta Córdoba, Centro Cultural España Córdoba, Centro Cultural General Paz, Centro Cultural de los Niños y la Familia, Centro Cultural Paseo de las Artes, Centro Cultural San Vicente, Biblioteca Popular de Bella Vista.
Centro de Arte Contemporáneo Chateau Carreras, Pabellón Argentina, Asociación Artistas Plásticos de Córdoba, Paseo del Buen Pastor, Centro integral de arte Casa Azul, Museo Usina Molet, Galería Selene, Galería de Arte Giaroli, Centros de Participación Comunal, Hotel La Cañada, entre otros.
En Córdoba se edita la revista Guía Cultural de Córdoba.